# رودریگو دورادو
رودریگو دورادو (پرتغالی: Rodrigo Dourado؛ زادهٔ ۱۷ ژوئن ۱۹۹۴) بازیکن فوتبال اهل برزیل است.
از باشگاه‌هایی که در آن بازی کرده‌است می‌توان به باشگاه ورزشی اینترناسیونال اشاره کرد.